# Johan Olsson
Pour les articles homonymes, voir Olsson.
Johan Olsson, né le 19 mars 1980 à Västerås, est un fondeur suédois. Il fait ses débuts en Coupe du monde de ski de fond en 2001 et monte sur son premier podium individuel (1re place) le 13 décembre 2008 à Davos. Il remporte sa première médaille olympique individuelle, une médaille de bronze, le 20 février 2010 à Whistler. En 2014 à Sotchi, il remporte une médaille d'argent en individuel et sa deuxième médaille d'or en relais après 2010. Ses deux plus grands succès sont les titres de champion du monde obtenus en 2013 à Val di Fiemme (50 km classique) et en 2015 à Falun, devant son public (15 km libre).

## Biographie
Il est le mari d'Anna Olsson, aussi fondeuse de haut niveau.
En début de saison 2011-2012, il s'impose nettement face à Petter Northug à Sjusjøen sur une course FIS, puis prend la cinquième place finale du mini-tour à Kuusamo. Cependant, il doit interrompre sa saison en raison de problèmes respiratoires, Olsson étant notamment sensible au froid. À son retour, il est de suite sur le devant de la scène, gagnant le trente kilomètres classique de Nové Město juste devant le leader de la Coupe du monde Dario Cologna, grâce à d'excellents skis notamment.

## Palmarès

### Jeux olympiques
Johan Olsson participe à trois éditions des Jeux olympiques d'hiver, en 2006, 2010 et 2014. Il possède un total de six médailles olympiques, deux titres avec le relais quatre fois dix kilomètres, en 2010 et 2014, une d'argent à Sotchi en 2014 sur le quinze kilomètres classique, et trois de bronze, le relais en 2006, la poursuite deux fois quinze kilomètres et le cinquante kilomètres en 2010.
| Épreuve / Édition | Sprint                           | Sprint                           | 15 km                            | 15 km                              | Poursuite / Skiathlon 2 × 15 km     | 50 km                               | Relais                           | Relais                              |
| Épreuve / Édition | libre                            | classique                        | libre                            | classique                          | Poursuite / Skiathlon 2 × 15 km     | 50 km                               | Sprint                           | 4 × 10 km                           |
| JO 2006 turin     | —                                | Épreuve inexistante à cette date | Épreuve inexistante à cette date | 6e                                 | 23e                                 | 25e                                 | Épreuve inexistante à cette date | Médaille de bronze, Jeux olympiques |
| JO 2010 Vancouver | Épreuve inexistante à cette date | —                                | 11e                              | Épreuve inexistante à cette date   | Médaille de bronze, Jeux olympiques | Médaille de bronze, Jeux olympiques | —                                | Médaille d'or, Jeux olympiques      |
| JO 2014 Sotchi    | —                                | Épreuve inexistante à cette date | Épreuve inexistante à cette date | Médaille d'argent, Jeux olympiques | —                                   | 9e                                  | —                                | Médaille d'or, Jeux olympiques      |

Légende :
- : première place, médaille d'or
- : deuxième place, médaille d'argent
- : troisième place, médaille de bronze
- : pas d'épreuve
- — : Non disputée par Olsson

### Championnats du monde
Johan Olsson participe à sept éditions des championnats du monde, de 2005 à 2017. Il obtient huit médailles, quatre individuelles avec deux titres, le cinquante kilomètres en 2013 et le quinze kilomètres en 2015, l'argent du quinze kilomètres en 2013 et le bronze du cinquante en 2015. Il remporte quatre médailles avec le relais quatre fois dix kilomètres, trois d'argent consécutivement de 2011 à 2015, et le bronze en 2017.
À la suite de son titre de champion du monde en 2013, Johan Olsson reçoit de nouveau, après 2010 la Médaille d'or du Svenska Dagbladet, récompensant la performance sportive suédoise de l'année.
| Épreuve / Édition           | Sprint                           | Sprint                           | 15 km                            | 15 km                            | Poursuite / Skiathlon 2 × 15 km | 50 km                     | Relais | Relais                    |
| Épreuve / Édition           | libre                            | classique                        | libre                            | classique                        | Poursuite / Skiathlon 2 × 15 km | 50 km                     | Sprint | 4 × 10 km                 |
| Mondiaux 2005 Oberstdorf    | Épreuve inexistante à cette date | —                                | 46e                              | Épreuve inexistante à cette date | 21e                             | 19e                       | —      | 7e                        |
| Mondiaux 2007 Sapporo       | Épreuve inexistante à cette date | —                                | 7e                               | Épreuve inexistante à cette date | 20e                             | —                         | —      | —                         |
| Mondiaux 2009 Liberec       | —                                | Épreuve inexistante à cette date | Épreuve inexistante à cette date | 8e                               | 16e                             | —                         | —      | 6e                        |
| Mondiaux 2011 Oslo          | —                                | Épreuve inexistante à cette date | Épreuve inexistante à cette date | 17e                              | 16e                             | 16e                       | —      | Médaille d'argent, monde  |
| Mondiaux 2013 Val di Fiemme | Épreuve inexistante à cette date | —                                | Médaille d'argent, monde         | Épreuve inexistante à cette date | —                               | Médaille d'or, monde      | —      | Médaille d'argent, monde  |
| Mondiaux 2015 Falun         | Épreuve inexistante à cette date | —                                | Médaille d'or, monde             | Épreuve inexistante à cette date | —                               | Médaille de bronze, monde | —      | Médaille d'argent, monde  |
| Mondiaux 2017 Lahti         | —                                | Épreuve inexistante à cette date | Épreuve inexistante à cette date | 9e                               | 5e                              | 26e                       | —      | Médaille de bronze, monde |

Légende :
- : première place, médaille d'or
- : deuxième place, médaille d'argent
- : troisième place, médaille de bronze
- : pas d'épreuve
- — : non disputée par Olsson

### Coupe du monde
- Meilleur classement général : 14e en 2009 et en 2012.
  - Meilleur classement en distance : 7e en 2009.
- 17 podiums[6] :
  - 10 podiums par équipes : 1 victoire, 5 deuxièmes places et 4 troisièmes places.
  - 7 podiums en épreuve individuelle : 5 victoires, 1 deuxième place et 1 troisième place.

#### Détail des victoires
| Épreuve / Édition | 15 km    | 15 km            | 30 km | 30 km      |
| Épreuve / Édition | libre    | classique        | libre | classique  |
| 2009              |          | Davos            |       |            |
| 2012              | Sjusjøen | Szklarska Poreba |       | Nove Mesto |
| 2013              | Davos    |                  |       |            |

#### Classements par saison
| Saison / Épreuve | Général | Général | Distance | Distance |
| ---------------- | ------- | ------- | -------- | -------- |
| Saison / Épreuve | Class.  | Points  | Class.   | Points   |
| 2003-2004        | 78e     | 41      | 52e      | 41       |
| 2004-2005        | 55e     | 77      | 33e      | 77       |
| 2005-2006        | 74e     | 59      | 50e      | 59       |
| 2006-2007        | 61e     | 69      | 36e      | 69       |
| 2007-2008        | 45e     | 158     | 25e      | 158      |
| 2008-2009        | 14e     | 473     | 7e       | 433      |
| 2009-2010        | 38e     | 204     | 17e      | 204      |
| 2010-2011        | 45e     | 167     | 34e      | 95       |
| 2011-2012        | 14e     | 593     | 10e      | 503      |
| 2012-2013        | 18e     | 369     | 16e      | 253      |
| 2013-2014        | 76e     | 69      | 44e      | 69       |
| 2014-2015        | 94e     | 45      | 54e      | 45       |
| 2016-2017        | 60e     | 83      | 40e      | 83       |

### Championnats du monde junior
Johan Olsson participe à deux éditions des championnats du monde junior, en 1998 à Pontresina en Suisse près de Saint-Moritz, quatorzième d'un dix kilomètres libre et 24e d'un trente kilomètres classique et en 2000 à Strbske Pleso en Slovaquie, où il termine 17e d'un trente kilomètres classique.